# 鳴戸
鳴戸（なると）は、日本相撲協会の年寄名跡のひとつ。初代・鳴戸が四股名として名乗っていたもので、その由来は定かではない。

## 名跡の変遷
2011年に13代鳴戸（横綱・隆の里）が急死すると、14代鳴戸（幕内・隆の鶴）が部屋を承継した。年寄名跡は所有する親方の死亡から3年間は遺族による所有が認められており、14代鳴戸が部屋の運営をしながらも、実質的に名跡を所有していたのは13代夫人であった。
2013年に日本相撲協会が公益財団法人への移行を目指すと、年寄名跡を協会が一括管理することとなった（年寄株問題を参照）。年寄衆は名跡証書の提出を求められていたが、13代夫人は14代鳴戸に法外な金額を要求したとされ、14代鳴戸は名跡を取得できなかった。
14代鳴戸は、空き名跡となっていた田子ノ浦を取得して名跡変更。田子ノ浦は前年に元前頭・久島海が死亡した後、金開山の借株であったが岩友を襲名した後は、空き名跡となっていた。名跡の所有者である久島海の遺族としては、証書の価値が無くなる(遺族による所有の期限が満了する)前に譲渡することができた。
稀勢の里など力士12名とともに、部屋の所在地も松戸市から、同年停年退職した増位山の旧三保ヶ関部屋（墨田区）へと移転した。
14代鳴戸が名跡変更して以降は暫く協会預かりとなっていた時期がある。

## 鳴戸の代々
「○代目」の太字は部屋持ち親方。
| 代目 | 引退時しこ名   | 最高位 | 現役時の所属部屋   | 襲名期間                     | 備考                      |
| ---- | -------------- | ------ | ------------------ | ---------------------------- | ------------------------- |
| 初代 | 鳴戸沖右衛門   | ---    | ---                |                              |                           |
| 2代  | 大橋彦五郎     | ---    | ---                |                              |                           |
| 3代  | 高濱松之助     | ---    | ---                |                              |                           |
| 4代  | 縄張綱右エ門   | ---    | ---                |                              |                           |
| 5代  | 縄張綱右衛門   | ---    | ---                | 1869年3月-1887年頃（死去）   |                           |
| 6代  | 縄張綱右エ門   | 下二19 | 鳴戸部屋           | 1887年頃-1910年8月（死去）   | 二枚鑑札                  |
| 7代  | 鏡川正光       | 前2    | 友綱部屋           | 1912年頃-1927年5月（廃業）   | 二枚鑑札                  |
| 8代  | 太刀光電右エ門 | 大関   | 友綱-東関-高砂部屋 | 1927年10月-1951年5月（廃業） |                           |
| 9代  | 大岩山大五郎   | 前9    | 立浪部屋           | 1954年3月-1980年12月（死去） |                           |
| 10代 | 貴ノ花利彰     | 大関   | 二子山部屋         | 1981年1月-12月               | 12代藤島に名跡変更        |
| 11代 | 大剛健嗣       | 前11   | 花籠部屋           | 1982年3月-1983年4月          | 借株 10代不知火に名跡変更 |
| 12代 | 若獅子茂憲     | 小結   | 二子山部屋         | 1983年4月-1986年1月          | 借株 6代峰崎に名跡変更    |
| 13代 | 隆の里俊英     | 横綱   | 二子山部屋         | 1986年1月-2011年11月（死去） |                           |
| 14代 | 隆の鶴伸一     | 前8    | 鳴戸部屋           | 2011年11月-2013年12月        | 16代田子ノ浦に名跡変更    |
| 15代 | 琴欧洲勝紀     | 大関   | 佐渡ヶ嶽部屋       | 2015年2月-                   |                           |